# باولا غارسيا
باولا غارسيا (بالإسبانية: Paula García)‏ هي لاعب كرة مضرب إسبانية، ولدت في 19 مارس 1979 في أليكانتي في إسبانيا.

## وصلات خارجية
- باولا غارسيا على موقع رابطة محترفات التنس (الإنجليزية)
- باولا غارسيا على موقع الاتحاد الدولي لكرة المضرب (الإنجليزية)
- باولا غارسيا على موقع خلاصة التنس.كوم (الإنجليزية)